# Chiesa di Sant'Andrea Apostolo (Savigliano)
La chiesa di Sant'Andrea Apostolo è la parrocchiale di Savigliano in provincia di Cuneo, Piemonte. Appartiene alla distretto pastorale Torino Sud-Est dell'arcidiocesi di Torino e risale al X secolo.

## Storia

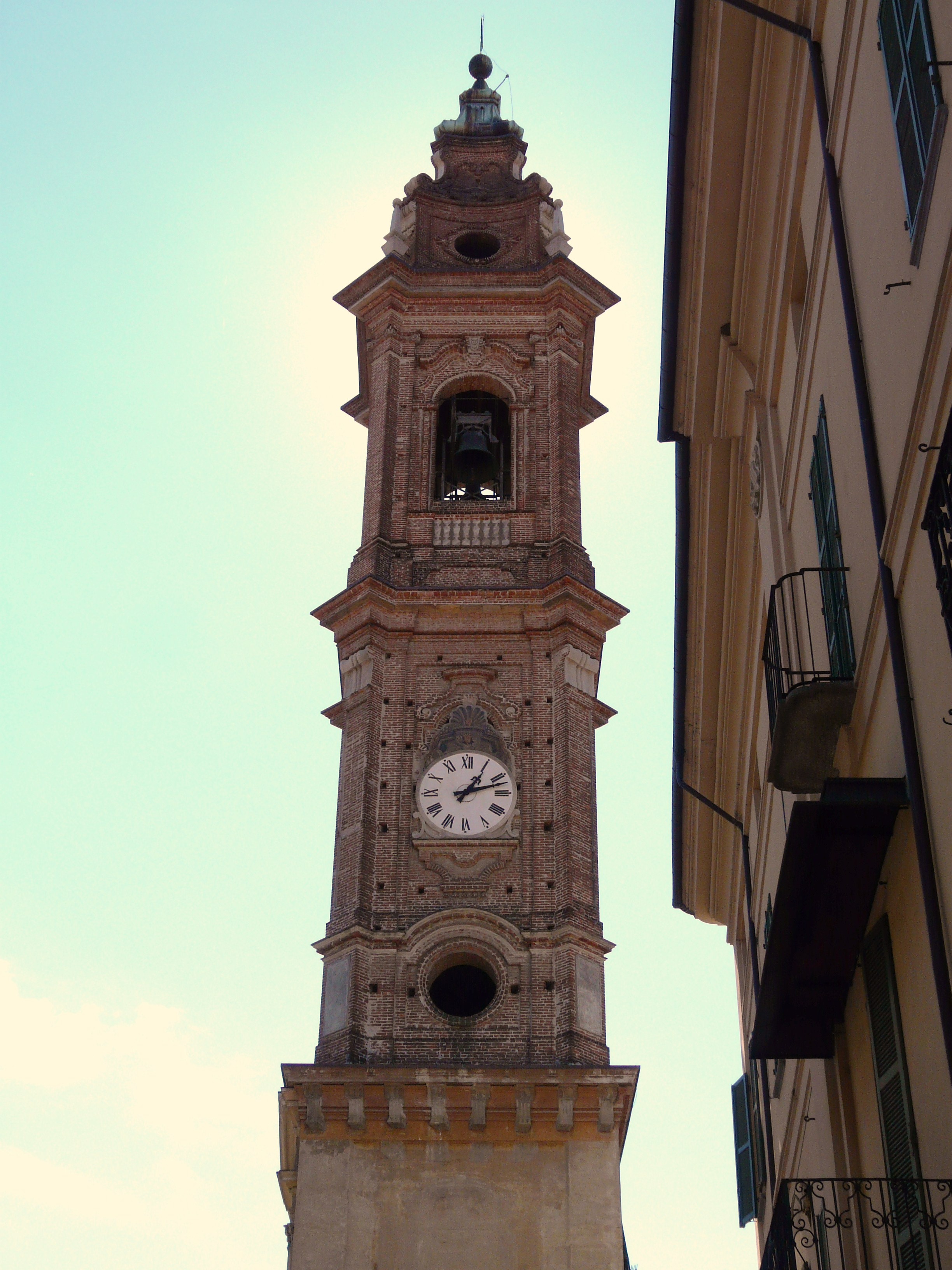
Torre campanaria.

L'edificio originario venne edificato entro il X secolo, in epoca medievale, e nel 1098 costituiva già parrocchia. Nel 1171 risale la chiesa divenne sede di priorato. Nel 1320 vennero realizzati gli affreschi nella Cappella di San Nicola poi, tra il 1360 e il 1370, l'orientamento 
venne ruotato, e fu edificata una nuova facciata.
Seguì un periodo, sino al XVII secolo, durante il quale la chiesa venne sconsacrata ed utilizzata come arsenale militare e caserma, poi anche come ospedale. Nel 1690, restaurata l'antica funzione religiosa, fu oggetto di lavori e restauri, e in particolare fu sistemata la zona del presbiterio.
Tra il 1700 e il 1750 furono completate le cappelle laterali della sala e in quel periodo fu attivo nella progettazione delle modifiche Filippo Juvarra. La chiesa assunse grandi dimensioni, arrivando a cinque navate. Venne elevata a dignità di collegiata e vennero edificati la nuova torre campanaria e la dimora abbaziale, inoltre fu sistemata l'area circostante.
La costruzione dell'organo risale al 1888 e lo strumento venne aggiornato anche nel corso del secolo seguente. La torre campanaria fu sopraelevata nel 1928 su progetto di Giuseppe Gallo. Negli anni settanta venne realizzato l'adeguamento liturgico e nel decennio seguente vennero restaurate parte degli interni e della facciata. Seguirono nuovi interventi conservativi sulle opere affrescate.
Nel XXI secolo un nuovo ciclo di interventi riguardò la copertura del tetto, parte dei prospetti, la sistemazione della torre campanaria e le risistemazione dello spazio esterno all'edificio. Furono adeguati gli impianti e fu restaurato anche l'organo nella sala.

## Descrizione

### Esterno
L'edificio, che è un vero e proprio complesso di strutture tra loro collegate, si trova nel centro di Savigliano. L'orientamento è verso ovest. Il prospetto principale si suddivide in due ordini, che a loro volta sono tripartiti. Nella parte centrale si trova il portale principale architravato, mentre lateralmente si aprono i due ingressi secondari. La parte sommitale mostra una rifinitura ondulata che consiste in un frontone basso dai contorni arrotondati e da due ali che si alzano ai lati. La torre campanaria si trova sulla parte anteriore destra dalla facciata e mostra vari ordini sovrapposti con aperture a nonofora, oculi ed orologio.

### Interno
Le cinque navate sono arricchite di decorazioni e affreschi e l'impianto generale è a croce latina. Le volte a copertura delle navate conservano varie epigrafi e sono comprese tra motivi decoratuvi diversi, come raffigurazioni di vasi con piante fiorite e altre figure anche naturalistiche. L'affresco vicino all'ingresso raffigura Sant'Anna Metterza con la Vergine ed il Bambino. 
Vicino all'ingresso, a destra, è la Cappella di San Nicola, corrispondente alla base della torre campanaria. Di forma quadrata, coperta da una volta a crociera, era originariamente una cappella absidale che fu affrescata nel XIV secolo. Oggi rimane una parte di questi affreschi che, seppur molto danneggiati, costituiscono un esempio di una certa rarità in Piemonte. Un primo ciclo di affreschi, opera di un ignoto pittore, detto Maestro della cappella di San Nicola, fu realizzato intorno al 1320. Un secondo ciclo si sovrappose parzialmente ad al primo, sulla metà sinistra della parete nord, nella seconda metà del XIV secolo. Da questo ciclo proviene la Crocifissione, datata 1370, strappata negli anni Settanta del Novecento, ed oggi nel salone parrocchiale. Del primo ciclo fanno parte la Vergine in Trono con il Bambino in controfacciata, San Nicola che fornisce di dote tre fanciulle, Sant’Antonio Abate tentato nel deserto e gli Evangelisti visibili nella parte destra della parete nord, alcuni frammenti sulla parete sud di un Sant’Eligio con lo scudiero, un San Giorgio a cavallo e la principessa, ed un santo con la veste rossa. Sull’arcone, molto compromesse, sono le figure di San Luigi di Francia e San Cristoforo e più in alto due figurette dell’eremita San Zosimo e Santa Maria Egiziaca. 
Al secondo altare destro, del 1749, è un dipinto raffigurante S.Filippo Neri, opera di Daniel Seiter. Il quarto altare, di San Giuseppe, fu progettato da Filippo Juvarra (1716) e segue poi l'altare dello Spirito Santo (1630), con dipinto raffigurante la Pentecoste di Giovanni Antonio Molineri. Sotto ad esso è sepolta la principessa Isabella di Savoia. 
Su una parete all'inizio del deambulatorio è conservato un altro dipinto del Molineri che raffigura San Francesco riceve le stigmate.
L'Altare Maggiore, in marmo nero di Verona, completato dalle statue marmoree di Sant'Andrea e di San Giuseppe, fu realizzato all'inizio del Settecento su disegno di Giovanni Valle. Al centro è sistemata l'immagine cinquecentesca della Madonna delle Grazie dipinta su tela ed attribuita a Giovanni Angelo Dolce.
Al quarto altare sinistro si conserva una tela settecentesca di Giovan Francesco Gaggini raffigurante il Martirio di San Sebastiano, con S.Rocco e S.Francesco di Sales, mentre al secondo si vede invece una tela con l'Ultima Cena di Giovanni Claret, datata 1663.